# Гаузен-при-Вюрцбурзі
Гаузен-при-Вюрцбурзі (нім. Hausen bei Würzburg) — громада в Німеччині, розташована в землі Баварія. Підпорядковується адміністративному округу Нижня Франконія. Входить до складу району Вюрцбург.
Площа — 21,97 км2. Населення становить 2483 ос. (станом на 31 грудня 2020).